# Мияги (стадион)
Стадион „Мияги“ (宮城スタジアム Miyagi Sutajiamu) се намира в град Рифу, префектура Мияги, Япония.
Стадионът има капацитет 49 113 места. Приел е 3 мача от Мондиал 2002, както и 56-ия японски национален спортен фестивал през 2001 г.

## Мачове от Мондиал 2002
Първи кръг:
- Мексико 2-1 Еквадор – 9 юни 2002
- Швеция 1-1 Аржентина – 12 юни 2002

1/16 Финали
- Япония 0-1 Турция – 18 юни 2002